# Страна чудес (фильм, 2016)
«Страна́ чуде́с» — российский комедийный фильм, киноальманах из пяти новелл. Премьера состоялась 1 января 2016 года.
Участники «Квартета И» написали сценарий к новелле, в которой грузин, аудитор, шоумен и ВДВшник застряли в аэропорту.

## Сюжет
Предновогодний вечер. Пять независимых сюжетов: 
1. Жителю глубинки выпал «приз» в игре «Поле чудес», он взял деньги вместо приза;
2. Четверо разных людей из-за непогоды не могут улететь в Москву;
3. В ресторане двое влюблённых устроили знакомство своих родителей;
4. Молодой милиционер пытается отвезти врачу деньги на будущие роды жены;
5. На окраине села приземлился НЛО, и местный житель пытается помочь инопланетянам, а заодно и спасти близких от грядущего всемирного потопа.

После ряда странных приключений всё заканчивается Новым годом.

## В ролях
- Леонид Барац — Леван Гогия
- Александр Демидов — бывший ВДВ-шник
- Камиль Ларин — Сергей Александрович Дубровский, артист, шоумен, режиссёр, продюсер
- Ростислав Хаит — Виктор Николаевич, аудитор
- Елена Яковлева — Люба, жена Семёна
- Фёдор Добронравов — Семён Волошин, водитель пожарной машины из Костромы, участник программы «Поле чудес»
- Тимофей Трибунцев — Валера
- Сергей Лавыгин — Анатолий, инопланетянин-золотарь с Центавры
- Владислав Ветров — Геннадий Илларионович, инопланетянин-золотарь с Центавры
- Александр Паль — Саша Мачульский, полицейский сержант
- Грант Тохатян — Гарик, прораб
- Олеся Железняк — Людмила Сергеевна, мать жениха
- Ян Цапник — Глеб Викторович, полицейский
- Анна Якунина — Галя, жена Валерия
- Иван Добронравов — Саша, жених
- Ольга Лерман — Анжела, невеста
- Александр Назаров — Владимир, отец невесты
- Наталья Щукина — Алла, мама невесты
- Юрий Кузнецов — врач-психиатр
- Светлана Смирнова-Марцинкевич — Маша, жена Саши
- Владимир Тимофеев — отец жениха
- Роман Мадянов — Виктор Иванович Рыжухин, глава администрации г. Чудесный Архангельской области
- Кристина Бабушкина — Наташа, невеста Левана
- Лёва Би-2 — камео
- Шура Би-2 — камео
- Вадим Александров — сосед
- Юлия Александрова — эпизод
- Алина Алексеева — сотрудница аэропорта
- Галина Анисимова — диспетчер аэропорта
- Нина Антюхова — бабуля с мандаринами
- Жаныл Асанбекова — эпизод
- Сергей Бадичкин — сотрудник ДПС
- Сергей Бачурский — Михаил Иванович
- Анна Бегунова — стюардесса
- Игорь Бычков — эпизод
- Павел Ворожцов — сотрудник ДПС
- Юрий Горин — автомобилист
- Яна Сексте — официантка
- Владимир Кисаров — Леонид Якубович (ведущий программы «Поле чудес»)

## История создания
Одна из основных новелл альманаха — «После нас хоть потоп» — была снята режиссёром Жорой Крыжовниковым и за полгода до выхода всего фильма была представлена на кинофестивале «Кинотавр», однако впоследствии Крыжовников принял решение снять свою фамилию из титров «Страны чудес», так как параллельно с данным фильмом выходил более важный для него проект — «Самый лучший день».
Изначально планировалось, что ведущего «Поля чудес» сыграет сам Леонид Якубович, но играть самого себя он не захотел, а идея сыграть другого персонажа не заинтересовала Дмитрия Дьяченко.
В качестве саундтрека, лейтмотивом всего фильма звучит композиция «Трава у дома» группы «Земляне», но либо в оркестровой аранжировке, либо в кавер-версии исполнения группы «Би-2».

## Отзывы и оценки
Фильм получил отрицательные отзывы в российской прессе. О нём писали:
Алексей Литовченко, «Российская газета»:

Фальшивая дисгармония кульминаций и развязок — единственное, что связывает все части альманаха, во всех отношениях неровного. В основном, фильм вытягивают на более-менее приличный уровень история про инопланетян и, с оговорками, про сотрудников органов правопорядка. Остальные же по разным причинам откровенно пресны и слабы. «Квартетовцы», примерив новые причёски, накладные носы и амплуа, продолжают упражняться в остроумии на уже изрядно приевшуюся тему «О чём говорят мужчины». Фёдор Добронравов, вечно играющий Фёдора Добронравова, так и не встречает настоящего Якубовича (роль хозяина капитал-шоу исполняет другой актёр), зато подвергает деконструкции собственное мировоззрение, толчком к которой служит, простите, унитаз, и в финале упивается осознанием прописной истины. А драма двух мещанских семеек, в которых угадываются распространённые и оттого ещё более неприятные типажи, вообще нисколько не веселит, а, скорее, раздражает.

Борис Хохлов, «Film.ru»:

Популярное мнение насчет того же «Горько!» гласит, что его авторы держат своих героев за быдло, но «Страна чудес» в этом плане идёт намного дальше... <…> ...ключевое отличие «Страны чудес» от того же «Горько!» — не чувствуется, что авторы любят или хотя бы уважают своих героев. Тычут пальчиком, подкалывают, «обличают», снисходительно наставляют на путь истинный, но персонажи здесь, а их авторы — там, и это рушит объединяющую «новогоднюю» атмосферу и окрашивает происходящее в пасмурные, местами даже депрессивные тона. Мол, по случаю Нового года мы их, конечно, помирим, но вы же видели, какие они — горбатых могила исправит.

Сергей Терновский, «Киноафиша»:

Поскольку новеллы «Страны чудес» сделаны в разном ключе, окрошка из них, в которой густо перемешаны куски из нестыкующихся сюжетов, смотрится довольно дико. Основную часть этой мешанины занимает стандартный быдлофарс, чьи персонажи вызывают одновременно чувство жалости и, в гораздо большей степени, отвращения. Кульминацией тут, пожалуй, можно счесть сцену в ресторане, где одна из героинь истошно вопит: «У меня там всё помытое!» В данном конкретном случае имеется в виду голова под шапкой, так и не снятой за столом, но эффект производится оглушительный. Это та точка, где жалость окончательно тонет в пучине отвращения, причём уже не столько к персонажам, сколько к авторам означенного действа. Хотя для многих подобная точка может случиться гораздо раньше, например на фразе: «Ну что, мне обосраться, что ли, или тучи развести руками?!»…

Сергей Мезенов, «Newslab.ru»:

Практически никто из героев тут ничего не преодолевает и не решает — с ними просто случается что-то, а потом случается что-то ещё, что отменяет или модифицирует предыдущее. О чём в таких условиях хочет рассказать нам фильм «Страна чудес», не очень понятно. Что с разными людьми, бывает, случается всякое? Таким уровнем познания мира, думается, можно похвастаться уже к вступлению в среднюю школу. Наверное, на все эти обнуляющие всякое содержание условности можно было бы закрыть глаза, хотя бы на те неполные полтора часа, что «Страна чудес» идёт, если бы на ней было смешно или очень смешно — но нет, новогодние анекдоты у «Квартета И» выходят довольно вымученные и скучные, как выступление ведущего, у которого все эти новогодние шуточки в очередном однотипном сценарии уже который год сидят глубоко в печёнках.